# Крутовских, Павел Михайлович
Павел Михайлович Крутовских (15 июня 1901, Кукарка, Вятская губерния — 25 февраля 1954, Москва) — советский военачальник, участник Гражданской и Великой Отечественной войн. Генерал-майор.

## Биография

### Образование
Окончил 1-е Крымские им. ЦИК Крыма кавалерийские курсы в Симферополе (1924), выдержал экстерном экзамен за последний курс 1-й Московской кавалерийской школы (1923), кавалерийские КУКС РККА в Новочеркасске (1937), академические КУОС при Военной академии БТ и МВ Красной армии им. И. В. Сталина (1949).

### Гражданская война
В Гражданскую войну 15 октября 1918 года добровольно вступил в Красную армию и зачислен красноармейцем в Отдельный кавалерийский дивизион 3-й армии. В его составе воевал против войск адмирала А. В. Колчака и белоказаков на Уральском фронте в районах Перми, Глазова. С апреля 1919 года служил писарем на пересыльном пункте в слободе Кукарка Вятской губернии, с октября исполнял должность помощника начальника пересыльного пункта. В апреле 1920 года назначен писарем в 171-ю стрелковую бригаду в городе Вятка, через месяц переведен на должность помощника адъютанта 508-го стрелкового полка этой бригады. В сентябре 1921 года направлен на учебу на 4-е Орловские кавалерийские курсы. В их составе в июне—октябре 1922 года воевал на Туркестанском фронте против банд Ибрагим-бека и Энвер-паши. В декабре того же года эти курсы были расформированы, а Крутовских переведен на 3-й Омские кавалерийские курсы. При переформировании их в нормальную военную школу в октябре 1923 года направлен для продолжения учебы в город Симферополь на 1-е Крымские им. ЦИК Крыма кавалерийские курсы. В апреле 1924 года окончил их и был назначен в 14-ю Майкопскую кавалерийскую дивизию СКВО, где проходил стажировку командиром отделения сначала в дивизионной школе, затем в полковой школе 84-го кавалерийского полка. По окончании стажировки с сентября служил в том же полку помощника командира взвода полковой школы, командиром взвода и временно исполняющим должность старшего делопроизводителя. В ноябре 1926 года назначен командиром взвода в 59-й кавалерийский полк 10-й кавалерийской дивизии в город Кирсанов, с декабря командовал взводом в отдельном запасном кавалерийском эскадроне этой дивизии. В июле 1927 года переведен в город Тамбов в 56-й Апшеронский кавалерийский полк с прикомандированием к штабу дивизии, с октября 1928 года исполнял обязанности помощника начальника оперативной части по разведке штаба дивизии. В августе 1929 года назначен командиром взвода в 58-й отдельный запасной эскадрон с прикомандированием к 1-му запасному кавалерийскому полку. С октября в том же полку был начальником хозяйственного довольствия, с декабря 1931 года — временно исполняющий должность начальника полковой школы, с ноября 1932 года — помощник командира полка. В феврале 1933 года переведён в Москву на должность начальника хозяйственного довольствия 61-го кавалерийского полка Особой кавалерийской дивизии им. И. В. Сталина, с мая 1935 года исполнял должность помощника командира полка, с мая 1938 года — начальника штаба полка. В октябре направлен в САВО на должность командира 97-го горно-кавалерийского полка 18-й горно-кавалерийской дивизии.

### Великая Отечественная война
С началом Великой Отечественной войны в июле 1941 года полковник Крутовских был назначен командиром 39-й отдельной кавалерийской дивизии САВО (с 16 октября — 39-я горно-кавалерийская). С 26 августа части дивизии в составе 58-го стрелкового корпуса 53-й отдельной армии в течение трех с половиной суток прошли маршем 280 км от посёлка Кизыл-Атрек Красноводской области, преодолели перевал хребта Копетдаг и вышли в район населённого пункта Ходжа-Гала. 1 сентября дивизия вступила на территорию Ирана и в дальнейшем дислоцировалась в городе Сельжан-Шахруд. Всего её части с 26 августа по 10 сентября совершили марш в боевых порядках в предвидении встречного боя протяженностью 837 км. Несмотря на все трудности марша, недостаточную сплочённость частей, задачи были выполнены своевременно. Затем дивизия дислоцировалась в Иране в составе 58-го стрелкового корпуса, с 25 января 1944 года — в 4-й армии Закавказского фронта. С 8 июля 1944 года и до конца войны генерал-майор Крутовских командовал 63-й кавалерийской дивизией. В ходе Ясско-Кишиневской наступательной операции дивизия в составе 5-го гвардейского казачьего кавалерийского Донского корпуса 2-го Украинского фронта была введена в прорыв и вела бои по разгрому подходящих вражеских резервов, овладению городами и экономическими центрами Роман, Бакэу, Георгени и недопущению выхода ясско-кишиневской группировки противника на север и северо-запад. В Дебреценской наступательной операции в октябре 1944 года её части в составе корпуса принимали участие в овладении городами Дебрецен, Ньиредьхаза, Мишкольц, с форсированием реки Тиса. В ходе Будапештской наступательной операции с декабря 1944 года по 15 февраля 1945 года 63-я кавалерийская дивизия под его командованием в составе 3-го Украинского фронта отражала контратаки противника и наступала с корпусом на участке 46-й армии, затем вела бои по прорыву линии обороны «Маргарита» у озера Балатон, преследованию отходящего врага по восточному, северному и северо-западному берегу озера Балатон и нанося удар с севера на Надьканижа. На заключительном этапе войны её части успешно действовали в Венской наступательной операции.

### После войны
После войны с сентября 1945 года генерал-майор Крутовских командовал 12-й механизированной Корсунской Краснознаменной дивизией в составе 5-й гвардейской механизированной армии БВО. В сентябре 1951 года назначен заместителем начальника Высшей офицерской школы самоходной артиллерии им. Маршала Советского Союза Ф. И. Толбухина.
Похоронен на Ваганьковском кладбище (участок 20).

## Награды
- Два ордена Ленина
- Два ордена Красного Знамени
- Орден Отечественной войны 1 ст.
- Орден Красной Звезды
- Медали